# Världscupen i orientering 2019
Världscupen i orientering 2019 är den 25:e upplagan av världscupen i orientering. Nio individuella grenar och fyra grenar i stafett ingår i cupen. Tävlingarna i världsmästerskapen i orientering i Østfold ingår i cupen som den andra omgången.
Tredje omgången kommer att omfatta tävlingar i det nya formatet knock-out-sprint. Reglerna godkändes i början av 2019 och kan komma att justeras efter VM 2020.

## Evenemang

### Herrar
| Nr                            | Plats              | Distans            | Datum              | Etta               | Tvåa               | Trea               |
| Omgång 1 - Finland            | Omgång 1 - Finland | Omgång 1 - Finland | Omgång 1 - Finland | Omgång 1 - Finland | Omgång 1 - Finland | Omgång 1 - Finland |
| ----------------------------- | ------------------ | ------------------ | ------------------ | ------------------ | ------------------ | ------------------ |
| 1                             | Helsingfors        | Medel              | 8 juni             | Gustav Bergman     | Frédéric Tranchand | Olav Lundanes      |
| 2                             | Helsingfors        | Lång jaktstart     | 9 juni             | Gustav Bergman     | Frédéric Tranchand | Magne Dæhli        |
| Omgång 2 - Världsmästerskapen |                    |                    |                    |                    |                    |                    |
| 3                             | Østfold            | Lång (VM)          | 14 augusti         | Olav Lundanes      | Kasper Fosser      | Daniel Hubmann     |
| 4                             | Østfold            | Medel (VM)         | 16 augusti         | Olav Lundanes      | Gustav Bergman     | Magne Dæhli        |
| Omgång 3 - Schweiz            |                    |                    |                    |                    |                    |                    |
| 5                             | Laufen             | Medel              | 27 september       | Joey Hadorn        | Daniel Hubmann     | Martin Regborn     |
| 6                             | Laufen             | Knock-out-sprint   | 28 september       | Vojtěch Král       | Joey Hadorn        | Ralph Street       |
| 7                             | Laufen             | Sprint             | 29 september       | Yannick Michiels   | Kristian Jones     | Matthias Kyburz    |
| Omgång 4 - Finaler            |                    |                    |                    |                    |                    |                    |
| 8                             | Foshan             | Medel              | 26 oktober         | Gustav Bergman     | Joey Hadorn        | Lucas Basset       |
| 9                             | Foshan             | Sprint             | 29 oktober         | Yannick Michiels   | Maxime Rauturier   | Li ZhuoYe          |

### Damer
| Nr                            | Plats              | Distans            | Datum              | Etta               | Tvåa               | Trea                         |
| Omgång 1 - Finland            | Omgång 1 - Finland | Omgång 1 - Finland | Omgång 1 - Finland | Omgång 1 - Finland | Omgång 1 - Finland | Omgång 1 - Finland           |
| ----------------------------- | ------------------ | ------------------ | ------------------ | ------------------ | ------------------ | ---------------------------- |
| 1                             | Helsingfors        | Medel              | 8 juni             | Tove Alexandersson | Natalia Gemperle   | Marika Teini                 |
| 2                             | Helsingfors        | Lång jaktstart     | 9 juni             | Tove Alexandersson | Marika Teini       | Kamilla Olaussen             |
| Omgång 2 - Världsmästerskapen |                    |                    |                    |                    |                    |                              |
| 3                             | Østfold            | Lång (VM)          | 14 augusti         | Tove Alexandersson | Lina Strand        | Simona Aebersold             |
| 4                             | Østfold            | Medel (VM)         | 16 augusti         | Tove Alexandersson | Simona Aebersold   | Natalia Gemperle Venla Harju |
| Omgång 3 - Schweiz            |                    |                    |                    |                    |                    |                              |
| 5                             | Laufen             | Medel              | 27 september       | Tove Alexandersson | Simona Aebersold   | Sabine Hauswirth             |
| 6                             | Laufen             | Knock-out-sprint   | 28 september       | Tove Alexandersson | Tereza Janosikova  | Elena Roos                   |
| 7                             | Laufen             | Sprint             | 29 september       | Tove Alexandersson | Elena Roos         | Simona Aebersold             |
| Omgång 4 - Finaler            |                    |                    |                    |                    |                    |                              |
| 8                             | Foshan             | Medel              | 26 oktober         | Tove Alexandersson | Natalia Gemperle   | Julia Jakob                  |
| 9                             | Foshan             | Sprint             | 29 oktober         | Shuangyan Hao      | Simona Aebersold   | Sara Hagström                |

### Stafett
| Nr | Plats       | Distans                | Datum      | Etta                                                                  | Tvåa                                                               | Trea                                                                                   |
| -- | ----------- | ---------------------- | ---------- | --------------------------------------------------------------------- | ------------------------------------------------------------------ | -------------------------------------------------------------------------------------- |
| 1  | Helsingfors | Sprintstafett          | 11 juni    | Sverige Tove Alexandersson Emil Svensk Gustav Bergman Karolin Ohlsson | Schweiz Simona Aebersold Matthias Kyburz Daniel Hubmann Elena Roos | Tjeckien Denisa Kosova Miloš Nykodým Vojtěch Král Tereza Janosikova                    |
| 2  | Østfold     | Damernas stafett (VM)  | 17 augusti | SverigeLina Strand Tove Alexandersson Karolin Ohlsson                 | SchweizSabine Hauswirth Simona Aebersold Julia Jakob               | RysslandAnastasija Rudnaja Tatjana Rjabkina Natalia Gemperle                           |
| 3  | Østfold     | Herrarnas stafett (VM) | 17 augusti | SverigeJohan Runesson Emil Svensk Gustav Bergman                      | FinlandAleksi Niemi Elias Kuukka Miika Kirmula                     | FrankrikeNicolas Rio Frédéric Tranchand Lucas Basset                                   |
| 4  | Foshan      | Sprintstafett          | 27 oktober | SchweizSimona Aebersold Matthias Kyburz Joey Hadom Elena Roos         | SverigeAlva Olsson Max Peter Bejmer Martin Regborn Sara Hagström   | NorgeVictoria Haestad Bjornstad Gaute Hallan Steiwer Kasper Fosser Andrine Benjaminsen |

## Poängtabeller
De här är topp 10-idrottare efter 3:e omgången.

### Herrar
| Nr | Namn               | Poäng |
| -- | ------------------ | ----- |
| 1  | Gustav Bergman     | 399   |
| 2  | Olav Lundanes      | 370   |
| 3  | Daniel Hubmann     | 296   |
| 4  | Vojtěch Král       | 289   |
| 5  | Joey Hadorn        | 288   |
| 6  | Frédéric Tranchand | 262   |
| 7  | Matthias Kyburz    | 229   |
| 8  | Magne Dæhli        | 210   |
| 9  | Martin Regborn     | 202   |
| 10 | Emil Svensk        | 194   |

### Damer
| Nr | Namn               | Poäng |
| -- | ------------------ | ----- |
| 1  | Tove Alexandersson | 600   |
| 2  | Simona Aebersold   | 343   |
| 3  | Natalia Gemperle   | 340   |
| 4  | Sabine Hauswirth   | 270   |
| 5  | Elena Roos         | 248   |
| 6  | Venla Harju        | 224   |
| 7  | Marika Teini       | 223   |
| 8  | Karolin Ohlsson    | 162   |
| 9  | Julia Jakob        | 159   |
| 10 | Kamilla Olaussen   | 158   |

### Stafett
Nuvarande poängtabell.
| Nr | Nation         | 1 (S) | 2 (D) | 3 (H) | 4 (S) | Poäng |
| -- | -------------- | ----- | ----- | ----- | ----- | ----- |
| 1  | Sverige        | 100   | 100   | 100   |       | 300   |
| 2  | Schweiz        | 80    | 80    | 40    |       | 200   |
| 3  | Finland        | 40    | 40    | 80    |       | 160   |
| 4  | Tjeckien       | 60    | 45    | 50    |       | 155   |
| 5  | Norge          | 50    | 50    | 45    |       | 145   |
| 6  | Ryssland       | 45    | 60    | 29    |       | 134   |
| 7  | Österrike      | 31    | 31    | 37    |       | 99    |
| 8  | Danmark        | 33    | 35    | 28    |       | 96    |
| 9  | Storbritannien | 37    | 33    | 24    |       | 94    |
| 10 | Estland        | 29    | 37    | 23    |       | 89    |